# Veslanje na OI 1984.
Veslanje na Olimpijskim igrama u Los Angelesu 1984. godine sastojalo se od natjecanja u 14 disciplina, u muškoj i ženskoj konkurenciji.
Zbog bojkota Igara od strane zemalja Varšavskog pakta neke od najjačih veslačkih nacija nisu sudjelovale na ovom natjecanju. Ta je činjenica otvorila vrata predstavnicima Rumunjske, jedne od rijetkih zemalja istočne Europe koje su sudjelovale na Igrama, da potpuno dominiraju ženskim disciplinama. Rumunjke su od ukupno šest disciplina ostvarile 5 zlata i jedno srebro.
Pertti Karppinen iz Finske je nastavio dominaciju u samcu s prethodnih izdanja Igara te pobijedio na svojim trećim uzastopnim Olimpijskim igrama. Sir Steven Redgrave je na ovim Igrama osvojio svoju prvu od pet uzastopnih zlatnih olimpijskih medalja. Također je na ovim je Igrama svoju prvu zlatnu medalju osvojila Elisabeta Oleniuc, kasnije poznata kao Elisabeta Lipa. Ona će 20 godina kasnije, na Igrama u Ateni 2004. godine, osvojiti svoju petu zlatnu olimpijsku medalju.

## Osvajači medalja

### Muški
| Disciplina             | Zlato | Srebro | Bronca |
| Samac                  | Finska Pertti Karppinen 7:00.24 | Zapadna Njemačka Peter-Michael Kolbe 7:02.19 | Kanada Robert Mills 7:10.38 |
| Dvojac na pariće       | SAD Bradley Lewis Paul Enquist 6:36.87                                                                                             | Belgija Pierre-Marie Deloof Dirk Crois 6:38.19 | SFR Jugoslavija Zoran Pančić Milorad Stanulov 6:39.59                                                                                           |
| Četverac na pariće     | Zapadna Njemačka Albert Hedderich Raimund Hormann Dieter Wiedenmann Michael Dursch 5:57.55                                         | Australija Paul Reedy Gary Gullock Timothy Mclaren Anthony Lovrich 5:57.98                                                                                   | Kanada Doug Hamilton Mike Houghs Phil Monckton Bruce Ford 5:59.07                                                                               |
| Dvojac bez kormilara   | Rumunjska Petru Iosub Valer Toma 6:45.39                                                                                           | Španjolska Fernando Climent Luis María Lasúrtegui 6:48.47 | Norveška Hans Magnus Grepperud Sverre Løken 6:51.81                                                                                             |
| Dvojac s kormilarom    | Italija Carmine Abbagnale Giuseppe Abbagnale Giuseppe Di Capua 7:05.99                                                             | Rumunjska Dimitrie Popescu Vasile Tomoiaga Dumitru Raducanu 7:11.21                                                                                          | SAD Kevin Still Robert Espeseth Doug Herland 7:12.81                                                                                            |
| Četverac s kormilarom  | Velika Britanija Richard Budgett Martin Cross Adrian Ellison Andy Holmes Steve Redgrave 6:18.64                                    | SAD Edward A Ives Thomas N Kiefer Michael Bach Greg T Springer John S Stillings (cox) 6:20.28                                                                | Novi Zeland Brett Hollister Kevin Lawton Barrie Mabbott Don Symonds Ross Tong 6:23.68                                                           |
| Četverac bez kormilara | Novi Zeland Leslie O'Conell Shane O'Brien Conrad Robertson Keith Trask 6:03.48                                                     | SAD David Clark Jonathan Smith Philip Stekl Alan Fomey 6:06.10                                                                                               | Danska Michael Jessen Lars Nielsen Per H.S. Rasmussen Eric Christiansen 6:07.72                                                                 |
| Osmerac                | Kanada Blair Horn Dean Crawford Michael Evans Paul Steele Grant Main Mark Evans Kevin Neufeld Patrick Turner Brian McMahon 5:41.32 | SAD Walter Lubsen Andrew Sudduth John Terwilliger Christopher Penny Thomas Darling Fred Borcelt Charles Clapp III. Bruce Ibbetson Robert Jaugstetter 5:41.74 | Australija Craig Muller Clyde Hefer Samuel Patten Timothy Willoughby Ian Edmunds James Battersby Ion Popa Stephen Evans Gavin Thredgold 5:43.40 |

### Žene
| Disciplina                  | Zlato | Srebro: | Bronca: |
| Samac                       | Rumunjska Valeria Racila 3:40.68 | SAD Charlotte Geer 3:43.89 | Belgija Ann Haesebrouck 3:45.72 |
| Dvojac na pariće            | Rumunjska Mariora Popescu Elisabeta Oleniuc 3:26.75                                                                                                | Nizozemska Greet Hellemans Nicolette Hellemans 3:29.13 | Kanada Daniele Laumann Silken Laumann 3:29.82 |
| Dvojac bez kormilarke       | Rumunjska Rodica Arba Elena Horvat 3:32.60 | Kanada Elizabeth Craig Tricia Smith 3:36.06 | Francuska Ellen Becker Iris Völkner 3:40.50 |
| Četverac skul s kormilarkom | Rumunjska Titie Taran Anisoara Sorohan Ioana Badea Sofia Corban Ecaterina Oancia 3:14.11                                                           | SAD Anne Marden Lisa Rohde Joan Lind Virginia Gilder Kelly Rickon 3:15.57                                                                                                  | Danska Hanne Eriksen Birgitte Hanel Charlote Koefoed Bodil Steen Rasmussen Jette Hejli Soeresen 3:16.02                                                                             |
| Četverac s kormilarkom      | Rumunjska Florica Lavric Maria Friciolu Chira Apostol Olga Bularda Viorica Ioja 3:19.30                                                            | Kanada Marilyn Brain Angie Schneider Barbara Armbrust Jane Tregunno Lesley Thompson 3:21.55                                                                                | Australija Robin Grey-Gardner Karen Brancourt Susan Chapman Margot Foster Susan Lee 3:23.29                                                                                         |
| Osmerac                     | SAD Kristen Thorsness Kristine Norelius Shyril O'Steen Carie Graves Kathryn Keeler Harriet Metcalf Betsy Beard Carol Bower Jeanne Flanagan 2:59.80 | Rumunjska Marioara Trasca Lucia Sauca Doina Liliana Snep-Balan Aneta Mihaly Aurora Plesca Camelia Diaconescu Viorica Ioja Mihaela Armasescu Adriana Bazon-Chelariu 3:00.87 | Nizozemska Wiljon Vaandrager Marieke van Drogenbroek Harriet van Ettekoven Catharina Neelissen Anne Quist Nicolette Hellemans Martha Laurijsen Greet Hellemans Lynda Cornet 3:02.92 |